# Marsjyntsi
Marsjyntsi (Oekraïens: Маршинці, Roemeens: Marșenița) is een dorp in de oblast Tsjernivtsi in het zuidwesten van Oekraïne. In 2004 telde Marsjyntsi 5353 inwoners. Ongeveer 93% van de bevolking is Roemeenstalig.
Marsjyntsi ligt in de historische regio Bessarabië en werd na het Molotov-Ribbentroppact in 1940 door de Sovjet-Unie ingelijfd bij de Oekraïense SSR.

## Geboren in Marsjyntsi
- Sofia Rotaroe, zangeres (1947)